# Ceraptrocerella apus
Ceraptrocerella apus är en stekelart som beskrevs av Girault 1918. Ceraptrocerella apus ingår i släktet Ceraptrocerella och familjen sköldlussteklar. Inga underarter finns listade i Catalogue of Life.